# エフコムBC
エフコムBC（エフコムベースボールクラブ）は、福島県伊達市に本拠地を置き、日本野球連盟に加盟している社会人野球のクラブチーム。

## 概要
チームの前身は1975年に創部した軟式野球チームの『黒沢通信工業野球部』であり、2001年をもって活動を休止した。
2012年に社会人野球のクラブチーム『富士通アイソテックベースボールクラブ』として活動を再開し、2013年4月16日付けで日本野球連盟に加盟した。
2015年、全日本クラブ野球選手権大会に初出場（初戦敗退）。
2016年、2年連続で全日本クラブ野球選手権大会に出場し、ベスト4まで勝ち進んだ。
2021年2月26日付でチーム名を『エフコムベースボールクラブ』に変更し、2023年2月28日付で表記を『エフコムBC』に変更した。

## 沿革
- 1975年 - 『黒沢通信工業野球部』（軟式野球）として創部
- 2001年 - 活動休止
- 2012年 - 社会人野球のクラブチーム『富士通アイソテックベースボールクラブ』として活動再開
- 2015年 - 全日本クラブ野球選手権大会に初出場（初戦敗退）
- 2021年 - チーム名を『エフコムベースボールクラブ』に変更
- 2023年 - チーム名表記を『エフコムBC』に変更

## 主要大会の出場歴・最高成績
- 全日本クラブ野球選手権大会：出場7回、準優勝1回（2024年[6]）
- JABA一関市長旗争奪クラブ野球大会：優勝1回（2019年）

## 元プロ野球選手の競技者登録
- 八百板卓丸（元：読売ジャイアンツ） - 外野手（2023年 - ）
- 伊藤海斗（元：読売ジャイアンツ） - 外野手（2023年 - ）

## かつて在籍していた選手
- 福岡美輝 - 投手（2019-2020） ※香川オリーブガイナーズ入団